# Ewakuacja Tallinna
Ewakuacja Tallinna – operacja wojskowa Armii Czerwonej przeprowadzona w sierpniu 1941 roku podczas II wojny światowej, której celem była ewakuacja głównych sił Floty Bałtyckiej oraz oddziałów Armii Czerwonej z okrążonego przez Wehrmacht Tallinna do portu w Kronsztadzie. Nazywana jest czasem „radziecką Dunkierką” lub „katastrofą tallińską”, a w nomenklaturze rosyjskiej „przejściem tallińskim” (ros. Таллинский переход). 

## Tło
Po wojnie zimowej i zajęciu przez Armię Czerwoną krajów bałtyckich, a następnie ich aneksji przez ZSRR,  Flota Bałtycka rozpoczęła zakładanie baz w Hanko, Tallinnie, Paldiski, Rydze, Lipawie i w Windawie. Sztab floty z admirałem Nikołajem Kuzniecowem przeniósł się do Tallinna, który stał się portem macierzystym dwóch pancerników – „Marat” i „Gangut”. Jeszcze przed operacją „Barbarossa”, nocami między 20 a 23 czerwca 1941 roku niemiecka i fińska flota położyły 1062 miny morskie w Zatoce Fińskiej, w sposób niewykryty przez stronę radziecką. Między innymi ustawiły one zagrodę minową „Corbeta” między półwyspem Porkkala a wyspą Naissaar. 25 czerwca, po nalotach sowieckiego lotnictwa bombowego na miasta fińskie, także Finlandia wypowiedziała wojnę ZSRR, rozpoczynając tzw. wojnę kontynuacyjną (1941-1944). 
Niemiecki atak na ZSRR latem 1941 podczas pierwszych tygodni ofensywy był gigantycznym sukcesem Niemców. W Zatoce Fińskiej oraz na Morzu Bałtyckim na minach zatonęło wiele radzieckich okrętów i okrętów podwodnych. Istnienie zagród minowych we własnej strefie operacyjnej, a także użycie przez Niemców nieznanych Sowietom z praktyki min magnetycznych i antenowych, były zaskoczeniem dla floty radzieckiej, która nie do końca była w stanie walczyć z zagrożeniem minowym. Flota radziecka ponosiła też straty od działań niemieckiego lotnictwa, kutrów torpedowych i okrętów podwodnych, spotykających się z niewielkim przeciwdziałaniem. Tracono w ten sposób zwłaszcza okręty podwodne, trałowce i niszczyciele. Grupa Armii Północ w ciągu kilku tygodni zajęła państwa bałtyckie i zmusiła Armię Czerwoną do odwrotu. Radziecka Flota Bałtycka była zmuszona do skupienia się w Tallinnie, ponieważ inne bazy w państwach bałtyckich zostały zajęte przez Niemców. Już 24-26 czerwca trzeba było ewakuować bazę w Libawie (pozostawiając tam niszczyciel „Lenin” i sześć okrętów podwodnych), następnie w Windawie i Rydze. 7 sierpnia wojska niemieckie dotarły do Zatoki Fińskiej koło miasta Kunda, 80 km na wschód od Tallinna, odcinając go od głównych sił Frontu Północno-Zachodniego. Okręty Floty Bałtyckiej – krążownik „Kirow”, 12 niszczycieli, wiele kutrów torpedowych i kanonierek oraz parowe statki transportowe razem z piechotą morską i radzieckim 10 Korpusem Strzeleckim zostały wówczas otoczone w Tallinnie. 19 sierpnia niemieckie wojska osiągnęły przednią rubież obrony miasta. Baza nie była jednak przygotowana do obrony od strony lądu. Miasta bronił 10 Korpus Strzelecki, który wycofał się w jego kierunku przed niemieckim uderzeniem.
Dowództwo Floty Bałtyckiej z wiceadmirałem Władimirem Tribucem zdawało sobie sprawę z niemożności utrzymania bazy i było skłonne ewakuować flotę już po utracie Rygi do Kronsztadu, lecz marszałek Klimient Woroszyłow dowodzący kierunkiem północno-zachodnim zabronił 17 lipca wycofania floty, po czym ponowił ten rozkaz 10 sierpnia, nakazując zintensyfikowanie działań morskich. W tym czasie jedynie organizowano niewielkie konwoje, którymi stopniowo wywożono materiały, w tym wyposażenie stoczni remontowej, ludność cywilną i rannych. 10 sierpnia dwa okręty szpitalne zostały wysłane w drogę: obydwa weszły na miny, pierwszy zatonął z ludźmi na pokładzie i sprzętem, podczas gdy drugi uszkodzony dotarł do Kronsztadu. 24 sierpnia radziecki niszczyciel „Engels” wszedł na minę na zagrodzie Juminda i zatonął, wraz z dwoma trałowcami.
Niemiecka i fińska flota były przygotowane na to, że radziecka flota będzie chciała przerwać okrążenie i w związku z tym położyły wiele min morskich na wysokości estońskich półwyspów Juminda i Pärispea, czyli tam, gdzie prowadził główny szlak pomiędzy Tallinnem a Leningradem. Razem położono w Zatoce Fińskiej do 10 lipca 1738 min i 700 ochraniaczy pól minowych (wybuchowych boi). Koło półwyspu Juminda Niemcy ustanowili stanowiska artyleryjskie, żeby ostrzeliwać cele morskie, a szczególnie trałowce. Fińska Marynarka Wojenna, która opierała się na bazach w Hanko i w Zatoce Wyborskiej, mogła pozwolić sobie na wystawienie do walki tylko 2 Flotyllę Torpedowców składającą się z patrolowców typu VMV – VMV-9, VMV-10, VMV-11 i VMV-17 stacjonujących w Porvoo. Niemcy wystawili kutry torpedowe S-26, S-27, S-39, S-40 i S-101, które stacjonowały w Suomenlinna. Także bombowce Junkers Ju 88 z Kampfgruppe 806 stacjonujące w Estonii brały udział w walkach. 
20 sierpnia Niemcy rozpoczęli ostateczny atak na Tallinn, a 25 sierpnia wojska radzieckie cofnęły się na główną pozycję obrony, po czym całe miasto i port znalazły się pod ostrzałem niemieckiej artylerii. Nasiliły się naloty niemieckie, a 27 sierpnia Rosjanie utracili ostatnie lotnisko polowe pod Tallinnem, tracąc możliwość osłony z powietrza. Dopiero 26 sierpnia rano Flota Bałtycka otrzymała dyrektywę najwyższych władz ZSRR ewakuowania się do Kronsztadu. Powodem zmiany decyzji miało być to, że Stalin wyraził zdziwienie wobec informacji że Flota Bałtycka nadal jest w Tallinnie. Rozkaz załadunku na statki i ewakuacji został przekazany dopiero około południa 27 sierpnia. Plany ewakuacji dotyczyły: 10 Korpusu Strzeleckiego, piechoty morskiej i personelu artylerii nabrzeżnej, cywilnych władz oraz olbrzymich zapasów prowiantu (które miały zostać załadowane na 160 okrętów różnej wielkości). Razem załadowano na okręty 28 000 ludzi i 66 000 ton zaopatrzenia oraz wyposażenia. Ewakuacja miała się odbyć w czterech konwojach, eskortowanych przez mniejsze okręty oraz osłanianych przez trzy zespoły floty: sił głównych, osłony i straży tylnej. Dowódcą armady, a także Floty Bałtyckiej, był wiceadmirał Władimir Tribuc, który prowadził operację z krążownika „Kirow”. Możliwy był wybór trzech torów wodnych, z których południowy tor w pobliżu wybrzeża Estonii oraz północny w pobliżu fińskich szkierów omijały główną zagrodę minową, lecz marszałek Woroszyłow zabronił korzystania z toru południowego z uwagi na zagrożenie ze strony artylerii niemieckiej, z kolei dowództwo Floty obawiało się wybrać tor północny z uwagi na nieznane niemieckie siły w szkierach i ryzyko zarzutu wystawienia floty przeciwnikowi. Wybrano wobec tego tor środkowy, biegnący przez nierozpoznaną i nieprzetrałowaną zagrodę minową Juminda. Załadunek statków dokonywał się pod ochroną zasłony dymnej. Operacja oczyszczania morza z min za pomocą trałowców została jednak uniemożliwiona z powodu niesprzyjającej pogody. Nie było też radzieckiego lotnictwa, które mogłoby chronić ładunek i konwoje z powietrza. Załadunek rozpoczął się o godzinie 16:00 27 sierpnia jednocześnie z niemieckim ostrzałem artyleryjskim oraz bombardowaniami Luftwaffe za pomocą bombowców horyzontalnych i nurkujących atakujących port. Szacuje się, że podczas bombardowania zginęło około 1000 osób.

## Bitwa

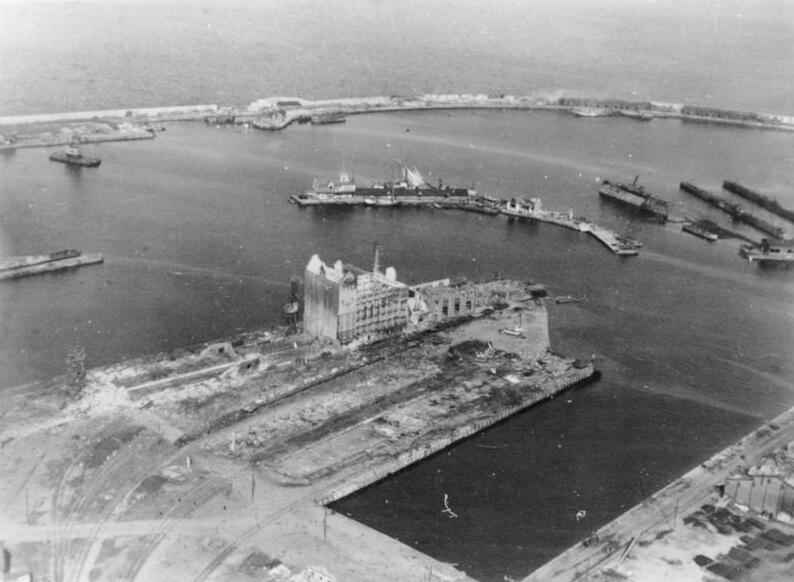
Zniszczony port w Tallinnie po zajęciu przez wojska niemieckie. Zdjęcie wykonano 1 września 1941

Wieczorem 27 sierpnia wojska radzieckie broniące miasta przystąpiły do ataków na froncie lądowym w celu przykrycia ewakuacji, jednakże o godzinie 21 zaczął się odwrót głównych sił. Zgodnie z planem, o godzinie 22:00 pierwszy z czterech konwojów zaczął wypływać z portu pod ogniem artylerii i lotnictwa. Niemieckie lotnictwo zatopiło wiele okrętów. 28 sierpnia wypłynęły pozostałe konwoje, ostatni, z niszczycielami i krążownikiem „Kirow”, opuścił port o godzinie 14:52. O godzinie 16:00 pierwszy okręt zbliżył się do przylądka Juminda i wszedł na minę. Był to parowiec „Ella”. Wkrótce po tym na minach zatonęło wiele okrętów, jednocześnie niemieckie lotnictwo rozpoczęło atak lotniczy, a fińska artyleria nabrzeżna rozpoczęła ostrzał konwoju. Późnym wieczorem armada została zaatakowana przez niemieckie i fińskie torpedowce. Chaos, jaki wybuchł u Sowietów, spowodował, że zorganizowane oczyszczanie min z trasy rejsu było niemożliwe do zrealizowania. O godzinie 22:00 zapadający zmrok dodatkowo utrudnił widoczność. Krążownikowi „Kirow” udało się jednak zniszczyć niemieckie stanowiska artylerii na przylądku Juminda. 
28 sierpnia Sowieci stracili niszczyciele „Jakow Swierdłow”, „Skoryj”, „Kalinin”, „Wołodarskij” i „Artiom” oraz okręty podwodne „S-5” i „Szcz-301” – wszystkie zostały zatopione przez miny morskie. Około północy radziecka flota rzuciła kotwicę w środku pola minowego Juminda. Następnego dnia, 29 sierpnia, wiele okrętów zostało zatopionych przez niemieckie bombowce. Wieczorem pierwsze okręty z konwoju dotarły do Kronsztadu. 

## Bilans
W czasie ewakuacji Flota Bałtycka utraciła łącznie 22 okręty wojenne i jednostki wspierające. Znalazło się wśród nich 5 niszczycieli, 3 dozorowce, 5 trałowców, 2 okręty podwodne. Spośród 29 dużych statków transportowych wykorzystanych podczas ewakuacji aż 25 zostało zatopionych, a trzy wyrzuciły się na brzeg wyspy Gogland. Do Kronsztadu dotarł jedynie uszkodzony transportowiec „Kazachstan”. Według Władimira Bieszanowa straty wśród jednostek transportowych wyniosły łącznie 46 statków.
Bieszanow podaje, że w wyniku ewakuacji Tallinna do bazy morskiej w Kronsztadzie oraz w rejon Oranienbaumu przewieziono 12 738 żołnierzy i ochotników z 10. Korpusu Strzeleckiego i Floty Bałtyckiej, a także około 3–4 tys. osób cywilnych. Na pokładzie krążownika „Kirow” ewakuowano zapasy złota Estońskiej SRR, a także członków republikańskiego rządu i Komitetu Centralnego estońskiej WKP(b). Straty wśród ewakuowanego wojska Bieszanow szacuje natomiast na około 18 tys. W jego ocenie jeśli uwzględnić straty poniesione przez załogi zatopionych statków i okrętów, a także ofiary wśród ewakuowanej ludności cywilnej, całkowita liczba ofiar ewakuacji mogła sięgnąć nawet 30–40 tys.
Flota Bałtycka nie zdołała ewakuować całego garnizonu Tallinna. W zdobytym mieście w ręce Niemców wpadło 11 432 żołnierzy i oficerów Armii Czerwonej. Wśród zdobyczy wojennych znalazły się 293 działa różnych typów, 91 samochodów pancernych, 2 pociągi pancerne, 4 tys. min morskich, 3,5 tys. torped i ponad tysiąc bomb lotniczych. Niemcom udało się także wydobyć większość z około tysiąca wagonów i parowozów, które obrońcy zatopili w morzu przed ewakuacją. W tallińskim porcie Sowieci porzucili lub zatopili 28 statków.
Ewakuacja Tallinna okazała się jedną z największych katastrof morskich na Morzu Bałtyckim podczas wojny. Dlatego też wielu z ocalałych dowódców jednostek, które brały udział w ewakuacji, zostało postawionych przed sądem polowym i rozstrzelanych. Był wśród nich kapitan ocalałego transportowca „Kazachstan”, W. S. Kalitajew, który został wyrzucony za burtę podmuchem eksplozji niemieckiej bomby. Uratowany przez radziecki okręt podwodny, dotarł do Kronsztadu jeszcze przed powrotem swojego statku, w konsekwencji czego rozstrzelano go za „tchórzostwo i dezercję”. W latach 60. XX wieku leningradzki sąd wojskowy zrehabilitował rozstrzelanych. Kalitajewa pośmiertnie odznaczono Orderem Czerwonego Sztandaru.
Pomimo ciężkich strat poniesionych przez Flotę Bałtycką w okrętach i ludziach okręty Floty Bałtyckiej, którym udało się dotrzeć do Leningradu, mogły wspomóc wojska radzieckie w obronie Leningradu swoim ogniem artyleryjskim w walce z niemieckimi siłami. Przebieg ewakuacji Tallinna przedstawia się jako doskonały przykład efektywnego wykorzystania min morskich w walce.